# Округ Јунион (Њу Џерзи)
Јунион (енгл. Union County) је округ у америчкој савезној држави Њу Џерзи.

## Демографија
По попису из 2010. године број становника је 536.499, што је 13.958 (2,7%) становника више него 2000. године.
| Група             | 2000.           | 2010.           |
| Белци             | 283.345 (54,2%) | 243.312 (45,4%) |
| Афроамериканци    | 108.593 (20,8%) | 118.313 (22,1%) |
| Азијати           | 19.993 (3,8%)   | 24.839 (4,6%)   |
| Хиспаноамериканци | 103.011 (19,7%) | 146.704 (27,3%) |
| Укупно            | 522.541         | 536.499         |